# Пријатељи (стрип)
Пријатељи су српски хумористички стрип серијал, који је креиран од стране талентованих београдских стрипара и илустратора: Марка Тодосијевића Мрвакса, Владимира Петковића Влапета и Тихомира Костића Ковенанта. Смештен у имагинарну земљу Руминантију, серијал прати необичне, урнебесне и забавне епизоде из живота луцидних и ексцентричних ликова из града по имену Шиљино Брдо и подручја која га окружују.
Од свог првог издања, које је објављено у фебруару 2007. године, Пријатељи су прошли дуг пут од скромних фанзина, еволуирајући кроз самосталне стрип ревије, да би кроз периодична појављивања у домаћим и регионалним стриповским публикацијама, коначно стигли до издања у албумском формату. Током година Пријатељи су својом оригиналном духовитошћу, маштовитим причама и неодољивим шармом, стекли култни статус и постали синоним за врхунски хумор и иновативно приповедање.
Стрип је, између осталог, излаган и на редовним годишњим изложбама Радионице стрипа и илустрације „Ђорђе Лобачев“ (Студентски културни центар, Београд, од 2006), изложби „Мрвакс и Пријатељи“ (Центар за ликовно образовање „Шуматовачка“, Београд, мај 2012) и Првој годишњој изложби Удружења стрипских уметника Србије (Галерија „Прогрес“, Београд, август 2012).

## Уз звуке родног краја (2003-2004)
Током 2003. и 2004. године, у време док је још студирао, Мрвакс је радио на краћој стрип форми, познатој као „Уз звуке родног краја“. Радња се одвијала у истоименој кафани, где су централни ликови били певач народних песама, Комлен Фрталијевић, и бармен Вуки Шиљић. Стрип је имао седам епизода од по три табле, са фокусом на гег формат.
Цртачки, стрип је био максимално поједностављен, са акцентом на ликове великих очију и глава необичних облика. Представљање сваког гега било је поприлично „Гарфилдовски“ решавано, без потребе да се позадине кадрова попуњавају осим у одређеним ситуацијама, када је, због потребе гега, морало да се представи нешто као што је шанк или део неког елемента у екстеријеру.
Сценаристички гледано, гегови су се везивали за кафанска дешавања и пародирање на тему певача, певачица, спонзоруша, бивших робијаша и ситних чарки са власником кафане. Осим пар пратећих ликова који су морали имати имена за потребе гега, већина других протагониста остала је безимена.
Након што је 2004. године завршио са радом на стрипу „Уз звуке родног краја“, Мрвакс је почео осећати да му недостају дубина и емотивна повезаност са његовим стваралаштвом и тадашњим начином рада. Његова креативна амбиција тражила је нешто више од једноставног цртежа, простог хумора и пуких гегова у херметизованом простору.
Одлучан да пронађе нови смисао у свом уметничком изразу, решио је да истражи друге теме и створи стрип који ће имати трајнији утицај на домаћој сцени.

## КРЕАЦИЈА „ПРИЈАТЕЉА“ (2004-2006)
У пролеће 2004. године, пошто је окончао рад на стрипу „Уз звуке родног краја“, Мрвакс је кроз интензиван процес истраживања и експериментисања почео да ради на новом пројекту. Међутим, пут до остварења његове нове визије није био лак.
Током наредне две године, Мрвакс је посветио сваки свој слободан тренутак раду на обликовању нових ликова и развијању концепта, истражујући успут теме пријатељства, усамљености, трагикомичних љубави и изазова свакодневног живота. И премда је одлучио да задржи приступ гег формата, кроз који се представљао са претходним стрипом, оно што је нови стрип разликовало од „Уз звуке родног краја“ било је то што је приче са озбиљнијом тематиком представљао на сатиричан и откачен начин, превазилазећи своје личне сумње и ограничења која су га морила у време рада на претходном стрипу.
Инспиришући се својим окружењем и познатим лицима из комшилука, Мрвакс је добио идеју за нови стрип који се полако обликовао у његовој глави. Тако су настали „Пријатељи“, стрип о групи социјално деградираних и ишчашених ликова чији су животи били испреплетени изазовима, смехом, сузама и суочавањем са својим унутрашњим демонима и поривима.

"О називу стрипа „Пријатељи“:
„Сам назив је произашао из чисте ироније, и заправо указује, како на повезаност главних ликова, тако и на њихову потребу да се посвете једни другима, било да су у питању интереси или само да се некоме нешто врати мило за драго. Ипак, и поред свега тога у тим њиховим односима, некад преовладају и искрене емоције.” =— Марко Тодосијевић Мрвакс.

У фебруару 2006. године искристалисало се првих пет ликова Пријатеља, који су били надахнути утицајима из домена стрипске и филмске уметности, као и из окружења Мрваксове реалности. Сваки од тих ликова је представљао манифестацију Мрваксове инспирације, па је тако лик Нинџа дилера Ниџе својом појавом и карактеризацијом намигивао у правцу кинеских борилачких филмова из седамдесетих година прошлог века, док је лик ћубастог мрмота Мрмија био алузија на Франкеновог Марсупиламија. Занимљиво је и то да је Мрвакс кроз лик студента Дулета представљао самог себе и своје личне погледе на међуљудске односе и везе, као и суштинске људске дилеме. Преостала два лика, рахитични Зомби Зомбиша и недефинисана пихтијаста човеколика појава Зглавко, били су под директним цртачким утицајем Мета Грејнинга и серијала The Simpsons.

## ФОРМАТ
Битно је навести да су Пријатељи од старта били замишљени као класичан стрип, са тематиком која се ослањала на свакодневни хумор и наративне структуре карактеристичне за француско-белгијску школу стрипа. У њима је Мрвакс изградио свет сличан оном из дела Андре Франкена, а посебно у контексту Гастонових авантура, али са специфичним заокретима у дијалозима и динамици ликова. Што се домаћег терена тиче, на тренутке се могао уочити суптилан утицај Бојана Реџића, иако Мрвакс никада није посезао за толико откаченом тематиком или слободним стилом у писању дијалога.

## 2007
Након издавања првог броја, који је имао две верзије тотално фанзиначку hand-made верзију и обичну (али нажалост без адекватних корица-већ само са велим омотом), стрип је примећен од стране алтернативног стрип удружења Shlitz comics, те је августа 2007. године са подршком Shlitz comics-а, стрип доживео реиздање, и био је допуњен са неколико нових страница и додатком новог лика, свињара и фана Бетмена, који је био отелотворен у карактеру знаног као Миле Бетмен. Убрзо након тога, само месец дана касније, исте године, излази друг број Пријатеља под називом Хармонија у земљи бедака. У том другом броју појављује се још неколико нових ликова као што су обсцени ован Зуба, ратнички настројени Мали Радојица и по први пут женски лик који је приказан кроз карактер Чобанице Анђе која је у том броју на кратко играла Дулетову девојку, да би недуго потом постала Радојицина љубав. Теме које је овај број обрађивао су се мало прошириле и на поље емоција, и одређених филозофија, али су примарни елементи тучњаве и провала и даље били присутни.

## 2008-2009
2008. година је била период затишја јер је Тодосијевић био тотално посвећен раду на што више прича, што је резултовало објављивању два броја у 2009. години. Трећи број са насловом OSASUNA VS CALGARY, појавио се марта 2009. године, и по први пут осим Тодосијевића у броју се појавио и рад стрипара Марко Радовановић - „Маре“. - „Asterian“-а. Септембра 2009. године излази и четврти број насловљен Нема тата пара сине! који важи за најбољи број из првог циклуса серијала, али је нажалост био и лабудова песма серије. Осим Тодосијевића, овде се у улогама илустратора појављују познати српски цртачи Саша Арсенић, Милош Славковић и Боривоје Грбић - „Бора“ који су стрипу допринели својим верзијама ликова Пријатеља. Ипак, почетком 2010. године, због приватних обавеза и неких личних преокупација, Марко Тодосијевић - „Мрвакс“ је решио да прекине рад на Пријатељима, те је серијал угашен.

## 2011
У другој половини 2011. године Марко Тодосијевић - „Мрвакс“, уз честа притискања Владимир Петковића - „Влапет“-а, Тодосијевић одлучује да поново покрене серијал. Појачан са Петковићем, двојац токо јесени и зиме ради на новим причама Пријатеља које су увеле и неке сасвим нове ликове као што су шанкерица Радојка, пропали продавац Митар Туки Трговац и конобарица Стамена.

## 2012
Априла 2012. године Петковић и Тодосијевић уз подршку Shlitz comics-а и Центра за ликовно образовање „Шуматовачка“, издају специјални број који је уједно био и први број другог циклуса Пријатеља. За разлику од првог серијала, овде су се ликови Пријатеља сусретали са много актуелнијим темама данашњице, те је и сам приступ причи и графичком решењу био нешто екстремнији него у прошлости. И док се Тодосијевић донекле са делом стрипа који је био у оквиру породичног паковања и носио наслов поглавља Мемоари једног Ниџе представио својим стандардним, али опет свежијим приступом причи и слици, у ехтреме пакету и поглављу Лов у мутном, Петковић се представља са тотално атипичним приступу за стандардне Пријатеље и то најбоље представљају епизоде где се ликови сусрећу са црнохуморним ситуацијама и латентним еротизмом. Овај број је унео новину и са тим што је формат са Б5 промењен у А4.
Недуго по објављивању броја, двојцу се прикључује и трећи човек, Тихомир Костић - „Ковенант“. Након Костићевог приступа тиму, сва тројица одлучују да Пријатеље дотерају и извршне одређене измене ликовима и концепту. Најпре, одлучено је да сам стрип више не носи етикету фанзин, већ хумористички стрип магазин и да се са самим стрипом циља на озбиљнији издавачки рад. Друга измена је била избацивање дотадашњег домаћег Бетмена који је замењен ликом Мачо Микула којег је смислио Петковић, и чему је серијал добио на откаченијем и још смехотреснијем приступу. Предлозима Костића, одлучено је да се и лик Мрмија модификује, тако да је добијен лик у рангу обсценог овна Зубе, само још екстремније природе. Осим тога, у даљем сређивању Пријатеља, Петковић уводи петнаестак нових ликова, од којих ваља поменути Гојка Гробара, Фантастичног Драгана и можда најупечатљивије ликове серијала, Кунг Фу роме.
Велики рад на припреми новог броја, трајао је од априла до октобра 2012. године, и одлучено је да нови број носи назив Насечи ми леба и паризер на косо, и за разлику од својих претходника, овај број има 44 стране, и као и специјални број (број 1), урађен је на формату А4.

## 2013
Током месеца јануара, трио је започео рад на новом броју Пријатеља, који тренутно носи радни наслов Дај...дај...'армонике. Према речима самих аутора, нови број, биће другачији од свега до сада. И док је други број Насечи ми 'леба и перизер на косо, на неки начин био експериментални пројекат који је нудио сет различитих стилских приступа, трећи број донеће сасвим нову дефиницију у изгледу Пријатеља, као и сложенију структуру епизода. У марту ове године, одржана је промоција другог броја у ликовном центру Шуматовачка, а аутори серијала су се појавили и у емисији Беокулт (РТС 2), у којој су дали интервју везан за Пријатеље.
Током лета текуће године, креативни тројац је одлучио да унесе битне промене у начину поставки прича и концепта. На првом месту, одлучено је да стрип превазиђе до сада устаљени шаблон нагомиланих гегова и спрдње која се прожима на пар табли, већ да се убаце сложеније приче које би боље приближиле ликове самим читаоцима а и увеле их у прича ко су Пријатељи заиста. На другом месту, сам по себи, концепт се не би базирао само на тренутним-актуелним догађајима, већ на читавој лепези варијација, од алтернативне историје, СФ-а, хорора, трилера, ноара, фантазије...

## 2014
Креатори серијала целу годину посвећују раду на новом приступу и изгледу стрипа, који ће током 2015. године угледати светлост дана са својим првим правим стрип албумом. Делић новог профила серијала је приказан у стрип ревији Парабелум, из републике Српске, која се са својим 6. бројем, појављује у последњим месецима 2014. године.
Цртачки стил Пријатеља се углавном ослања на италијанску школу цртања и под видним је утицајима аутора као што су Магнус, Фабио Шивители и Сандро Доси. Са друге стране приметни су и благи утицаји француско белгијске школе и утицаја аутора попут Франкена и Удерца, као и стила који је близак Симпсоновима.
Серијал је смештен у имагинарни град по имену Шиљино Брдо, који се налази негде у Србији, а ликови Пријатеља се најчешће налазе у мрачним уличицама, парку знаном као Шевин гај, центру града - познатијем као Трг овна и чобана или улицама попут Плато Бесне Мангулице и Улица девет боема, а могу се срести и у кафани Три леша коју води лик Риста Туриста.
Иако се сам серијал ослања на традиционалном хумору, прилагодљив је данашњем времену и актуелностима садашњице. Без кочница, Пријатељи кокетирају са омаловажавањем кич и шунд културе, поремећаја вредности у друштву и погледа на свет из сасвим друге визуре, уз често присуство црног хумора и латентне обсцености. Ипак, и поред тога, стрип се бави темама као што су борилачке вештине, трилер, ноар тематика, и задире на територију фолклора, хорор идиома, митова, фантазије, историје, легенди и научне фантастике.
Аутори серијала, Марко Тодосијевић - „Мрвакс“ и Владимир Петковић - „Влапет“, 2012. године су се појавили у филму Уточиште у режији Милоша Дачковића - „Енглеза“. Владимир Петковић - „Влапет“ је у периоду 1995-2011 учествовао у музичком пројекту ОН.
Сам серијал је стартовао са пет ликова, али се то временом проширило, и данас свеукупно, серију чини око 30-так ликова, разних профила.

## Списак ликова
- ГЛАВНИ ЛИКОВИ:

- Мачо Микула
- Зомбиша
- Нинџа Ниџа
- Студент Дуле
- Зглавко
- Мрми
- Ванеса Плавуша
- Вукота Шиљић
- Кунг фу Роми
- Гојко Гробар
- Фантастични Драган
- ЛИКОВИ ПОДРШКЕ:

- ДЈ Сарма
- Радојица
- Чобаница Анђа
- Лидија Плавуша
- Радојка Пампрковић
- Стамена Либрис
- Зуба
- Милорад Бјелогрлић Којо
- Риста Туриста
- ПОВРЕМЕНИ ЛИКОВИ:

- Џеки
- Крмак Гроки
- СПОРЕДНИ ЛИКОВИ:

- Митар Туки Трговац
- Мечка Силвана
- Богдан Пампрковић
- Добрила Пампрковић
- Мастиф Тигар
- Мастиф Вихор
- Сармина млађа сестра
- ЗЛИ ЛИКОВИ:

- Веверац
- Доктор Сидригајло
- Бошко Муха
- Јелисавета Господарица Ноћи
- Катћуша
- Господин Рамадани
- Манга Мандов
- ИЗБАЧЕНИ ЛИКОВИ:

- Миле Бетмен
- Свакој (х)рани шаке соли доста (2006); 26 страна
- Хармонија у земљи бедака (2007); 26 страна
- (2009); 20 страна
- Нема тата пара сине! (2009); 36 страна
- Породични Пакет/Extreme Пакет (специјални број) (2012); 24 стране
- Насечи ми 'леба и паризер на косо (2012); 44 стране

## Свакој (х)рани шаке соли доста (2006) + (2007)
Број: 1
Сценарио и цртеж: Марко Тодосијевић - Мрвакс

### Сиже
Уводна прича, описује Главне ликове и њихове односе. Имамо стандардну слику клинаца из сиромашног Краја (Дуле, Зглавко, Зомбиша и Мрми), која углавном убија време фудбалом и испијањем пива. Међуитим, у Комшилук се досељава извесни Нинџа Ниџа чија територија добија статус  опасног Краја, и који је праћен Милом Бетменом, својим старим знанцем и архинепријатељем.

#### Ликови који се појављују у овом броју
- Главни ликови:

- Зомбиша 
- Нинџа Ниџа 
- Дуле студент
- Мрми 
- Зглавко
- Избачени ликови:

- Миле Бетмен
- Додатни ликови - статисти (само у овом броју)

- Дулетов отац 
- Дулетова мајка
- Збуњени Пензионер

## Хармонија у земљи бедака (2007)
Број: 2
Сценарио и цртеж: Марко Тодосијевић - Мрвакс

### Сиже
Пријатељи добијају новог али пргавог комшију, малог Радојицу, који је претња свима па и самом Ниџи. Зглавко открива да поново може да користи ноге, Дуле проналази љубав свог живота, Мрми и Зглавко спроводе освету, а једна овца константно Добија на картама.

#### Ликови који се појављују у овом броју
- Главни ликови:

- Зомбиша 
- Нинџа Ниџа 
- Дуле студент 
- Мрми 
- Зглавко
- Избачени ликови:

- Миле Бетмен
- Ликови подршке:

- ДЈ Сарма 
- Радојица 
- Чобанчица Анђа
- Повремени ликови

- Пргави Џеки
- Додатни ликови - статисти (само у овом броју)

- Брка
- Клиња
- Срећна овца
- Отета овца
- Уснула овца
- 8 малих пилића
- Носећа кокошка #1
- Носећа кокошка #2

## Osasuna VS Calgary (2009)
Број: 3
Сценарио и цртеж: Марко Тодосијевић - Мрвакс

### Сиже
Миле безуспешно покушава да се супротстави Ниџи, а Ниџа Малом Радојици. Мрми сам Зомбиша су поново у клинчу. Дуле остаје без посла али и девојке коју неко опасно Прети да му преузме.

#### Ликови који се појављују у овом броју
- Главни ликови:

- Зомбиша 
- Нинџа Ниџа 
- Дуле студент 
- Мрми 
- Зглавко 
- Вукота Шиљић
- Избачени ликови:

- Миле Бетмен
- Ликови подршке:

- ДЈ Сарма 
- Радојица 
- Чобанчица Анђа
- Повремени ликови

- Пргави Џеки „Џеки“
- Додатни ликови - статисти (само у овом броју)

- Дулетов деда 
- Псујући варварин 
- Збуњени Зец 
- Отета Овца # 1 
- Отета Овца # 2 
- Стиснута Овца 
- Кафанска певачица
- Пијана женска # 1 
- Пијана женска # 2 
- Побеснели гостионичар

## Нема тата пара сине! (2009)
Број: 4
Сценарио и цртеж: Марко Тодосијевић - Мрвакс

### Сиже
Дуле води битку Коју не Може да добије, Ниџа упознаје кунг-фу деда мраза, а правда Добија Новог маскираног осветника. Зглавко покреће бизнис са Мрмијем и Зомбишом. Две Плавуше на улици опасно вребају са катанама, а једна од њих се нарочито окомила на Дулетово срце.

#### Ликови који се појављују у овом броју
- Главни ликови:

- Зомбиша 
- Нинџа Ниџа 
- Дуле студент 
- Мрми 
- Зглавко 
- Вукота Шиљић 
- Ванеса Плавуша
- Избачени ликови:

- Миле Бетмен
- Ликови подршке:

- ДЈ Сарма 
- Радојица 
- Чобанчица Анђа 
- Лидија Плавуша 
- Ован Зуба
- Повремени ликови

- Пргави Џеки 
- Крмак Гроки
- Додатни ликови - статисти (само у овом броју)

- Девојка на слици 
- Крмача 
- 2 мала пилета 
- Угњеждена Пилетина 
- Побеснели певац 
- Печена илетина (жртва) - (ниједна животиња у стрипу није стварно повређена (коришћене су плишане реплике))
- Срећна Овца 
- Поспана кокошка 
- Петао и кокошка у љубавном заносу
- Пилићи 
- Избацивач # 1 
- Избацивач # 2 
- Смешно дете

## Породично паковање + Екстремни пакет (2012)
Специјални број/ број: 1
Текст и цртеж: Марко Мрвакс Тодосијевић и Владимир Влапет Петковић

### Сиже
Зомбиша упропашћава Заједнички посао, Зглавко сазнаје каквог је порекла роба коју продаје, Ниџа проналази нове девојке али и нове невоље, Миле се окреће капљици и безуспешном мувању, а Мрми проналази мету којој не Може да одоли.

#### Ликови који се појављују у овом броју
- Главни ликови:

- Зомбиша
- Нинџа Ниџа 
- Дуле студент 
- Мрми 
- Зглавко 
- Вукота Шиљић 
- Ванеса Плавуша
- Избачени ликови:

- Миле Бетмен
- Ликови подршке:

- Лидија Плавуша 
- Радојка 
- Стамена
- Споредни ликови:

- Митар Туки Трговац
- Додатни ликови - статисти (само у овом броју)

- Бесни Полицајац 
- Уличар 
- Пинап Штрумфета на постеру 
- Оцењивач 
- Кинески излагач 
- Амерички излагач 
- 10 црнаца 
- Разиграна омладина у дискотеци 
- Конобар са туром пића 
- Владимир Петковић Влапет 
- Марко ТодосијевиЋ Мрвакс 
- Прсата плавуша 
- Бринета на барској столици

## Насечи ми 'леба и паризер на косо (2012)
Број: 2
Текст: Марко Мрвакс Тодосијевић, Владимир Влапет Петковић и Тихомир Ковенант Костић 
Цртеж: Марко Мрвакс Тодосијевић и Владимир Влапет Петковић 
Насловна страна: Саша Арсенић
Илустрације: Владимир Влапет Петковић, Тихомир Ковенант и Боривоје Грбић - „Бора“

### Сиже
Елегија се спева над Милом Бетменом, Мрми и Зомбиша су у менталном делиријуму, Радојица је наишао на јаче од себе, док Зуба и даље тали своју похотничку глад. Вукота Шиљић и Гојко гробар уживају у чарима лета и лепотама женских облина. У крају се појављује нова екипа силеџија, знаних Као Кунг фу роми ... Ниџа осећа гнев њихових песница и табана.

#### Ликови који се појављују у овом броју
- Главни ликови:

- Мачо Микула 
- Зомбиша 
- Нинџа Ниџа 
- Дуле студент 
- Мрми 
- Зглавко 
- Вукота Шиљић 
- Гојко Гробар 
- Ванеса Плавуша 
- Петрит, Мухерем, Кисмет (Знани као „Кунг фу роми“) 
- Фантастични Драган
- Избачени ликови:

- Миле Бетмен
- Ликови подршке:

- ДЈ Сарма 
- Радојка 
- Стамена 
- Чобанчица Анђа 
- Ован Зуба
- Споредни ликови:

- Митар Туки Трговац 
- Риста Туриста
- Повремени ликови

- Пргави Џеки 
- Крмак Гроки 
- Мечка Силвана
- Додатни ликови - статисти (само у овом броју)

- Девојка у бикинију 
- Ђилкош са мобилним на плажи
- Девојка у топлесу 
- Девојка под тушем
- Гола Девојка 
- Девојка која лежи
- Неки пас на плажи 
- Гости на свадби 
- Свадбарски бенд
- Митрова жена 
- Клинац
- Пензионери 
- Разочарана девојка 
- Кајман
- НН лице на арт перформансу
- НН лице у кафеу
- НН лице #1 на Сарминој журци
- НН лице #2 на Сарминој журци
- Шипарица на Сарминој Журци
- Милф у кафеу
- Милф #2
- Зубар
- Људи у аутобусу
- Маса људи на плажи
- Мо
- Костреша
- Анђина изгубљена овца
- Крмача у севдаху
- Три Крмаче у севдаху
- Мајка са дететом
- Радница у играоници #1
- Радница у играоници #2
- Оплљачкана баба #1
- Оплљачкана баба #2
- Пљачкаш #1
- Пљачкаш #2
- Шизика на клупи
- Трансвестит
- Људи у граду
- Девојка с деколтеом
- Цинична девојка
- Милф испред тоалета
- Геј
- Гојков Чукундеда
- Паор са пиштољем
- Камионџија